# Lora Hirschberg
Pour les articles homonymes, voir Hirschberg.
Lora Hirschberg est une mixeur américaine née en 1963 à Olmsted Falls (Ohio), ayant remporté en 2011 l'Oscar du meilleur mixage de son pour le film Inception.

## Biographie
Après son diplôme de la Tisch School of the Arts de l'université de New York (1985), Lora Hirschberg commence à travailler à New York, puis elle déménage à San Francisco en 1989 pour travailler aux studios American Zoetrope de Francis Ford Coppola, puis par la suite aux studios Skywalker Sound de George Lucas,.

## Filmographie (sélection)
- 1993 : Madame Doubtfire (Mrs. Doubtfire) de Chris Columbus
- 1997 : Des hommes d’influence (Wag the Dog) de Barry Levinson
- 1997 : Hercule (Hercules) de John Musker et Ron Clements
- 1998 : Studio 54 (54) de Mark Christopher
- 1998 : L'Homme qui murmurait à l'oreille des chevaux (The Horse Whisperer) de Robert Redford
- 1999 : Ma mère, moi et ma mère (Anywhere But Here) de Wayne Wang
- 2000 : Quills, la plume et le sang (Quills) de Philip Kaufman
- 2000 : The Yards de James Gray
- 2002 : Le Cercle (The Ring) de Gore Verbinski
- 2002 : Panic Room de David Fincher
- 2003 : Le Seigneur des anneaux : Le Retour du roi (The Lord of the Rings: The Return of the King) de Peter Jackson
- 2005 : Batman Begins de Christopher Nolan
- 2006 : Borat : Leçons culturelles sur l'Amérique au profit glorieuse nation Kazakhstan (Borat: Cultural learnings of America for Make Benefit Glorious Nation of Kazahkstan) de Larry Charles
- 2006 : L'Âge de glace 2 (Ice Age: The Meltdown) de Carlos Saldanha
- 2007 : Les Cerfs-volants de Kaboul (The Kite Runner) de Marc Forster
- 2007 : Into the Wild de Sean Penn
- 2007 : Pirates des Caraïbes : Jusqu'au bout du monde (Pirates of the Caribbean: At World's End) de Gore Verbinski
- 2008 : The Dark Knight : Le Chevalier noir (The Dark Knight) de Christopher Nolan
- 2008 : Iron Man de Jon Favreau
- 2009 : L'Âge de glace 3 : Le Temps des dinosaures (Ice Age 3: Dawn of the Dinosaurs) de Carlos Saldanha
- 2010 : Inception de Christopher Nolan
- 2011 : Cowboys et Envahisseurs (Cowboys and Aliens) de Jon Favreau
- 2011 : Rio de Carlos Saldanha
- 2012 : L'Âge de glace 4 : La Dérive des continents (Ice Age: Continental Drift) de Steve Martino et Michael Thurmeier
- 2012 : Avengers (Marvel's The Avengers) de Joss Whedon
- 2013 : World War Z de Marc Forster
- 2014 : Les Gardiens de la Galaxie (Guardians of the Galaxy) de James Gunn
- 2014 : Rio 2 de Carlos Saldanha
- 2015 : Avengers : L'Ère d'Ultron (Avengers: Age of Ultron) de Joss Whedon
- 2016 : Le Livre de la jungle (The Jungle Book) de Jon Favreau
- 2016 : L'Âge de glace : Les Lois de l'Univers (Ice Age: Collision Course) de Michael Thurmeier et Galen Tan Chu

## Distinctions

### Récompenses
- Oscars 2011 : Oscar du meilleur mixage de son pour Inception
- BAFTA 2011 : British Academy Film Award du meilleur son pour Inception

### Nominations
- Oscars 2009 : Oscar du meilleur mixage de son pour The Dark Knight : Le Chevalier noir
- BAFTA 2009 : British Academy Film Award du meilleur son pour The Dark Knight : Le Chevalier noir